# Rui Tokisaki
Rui Tokisaki (時崎 塁 Tokisaki Rui?, nacido el 30 de octubre de 1982 en Fukushima) es un exfutbolista japonés. Jugaba de defensa y su único club fue el Fukushima United FC de Japón.

## Trayectoria

### Clubes
| Club                | País  | Año         |
| ------------------- | ----- | ----------- |
| Fukushima United FC | Japón | 2007 - 2014 |

## Estadística de carrera

### J. League
| Club                | Año   | J. League | J. League | Copa J. League | Copa J. League | Total | Total |
| Club                | Año   | Part.     | Goles     | Part.          | Goles          | Part. | Goles |
| ------------------- | ----- | --------- | --------- | -------------- | -------------- | ----- | ----- |
| Fukushima United FC | 2014  | 8         | 1         | -              | -              | 8     | 1     |
| Total               | Total | 8         | 1         | 0              | 0              | 8     | 1     |